# Qattara

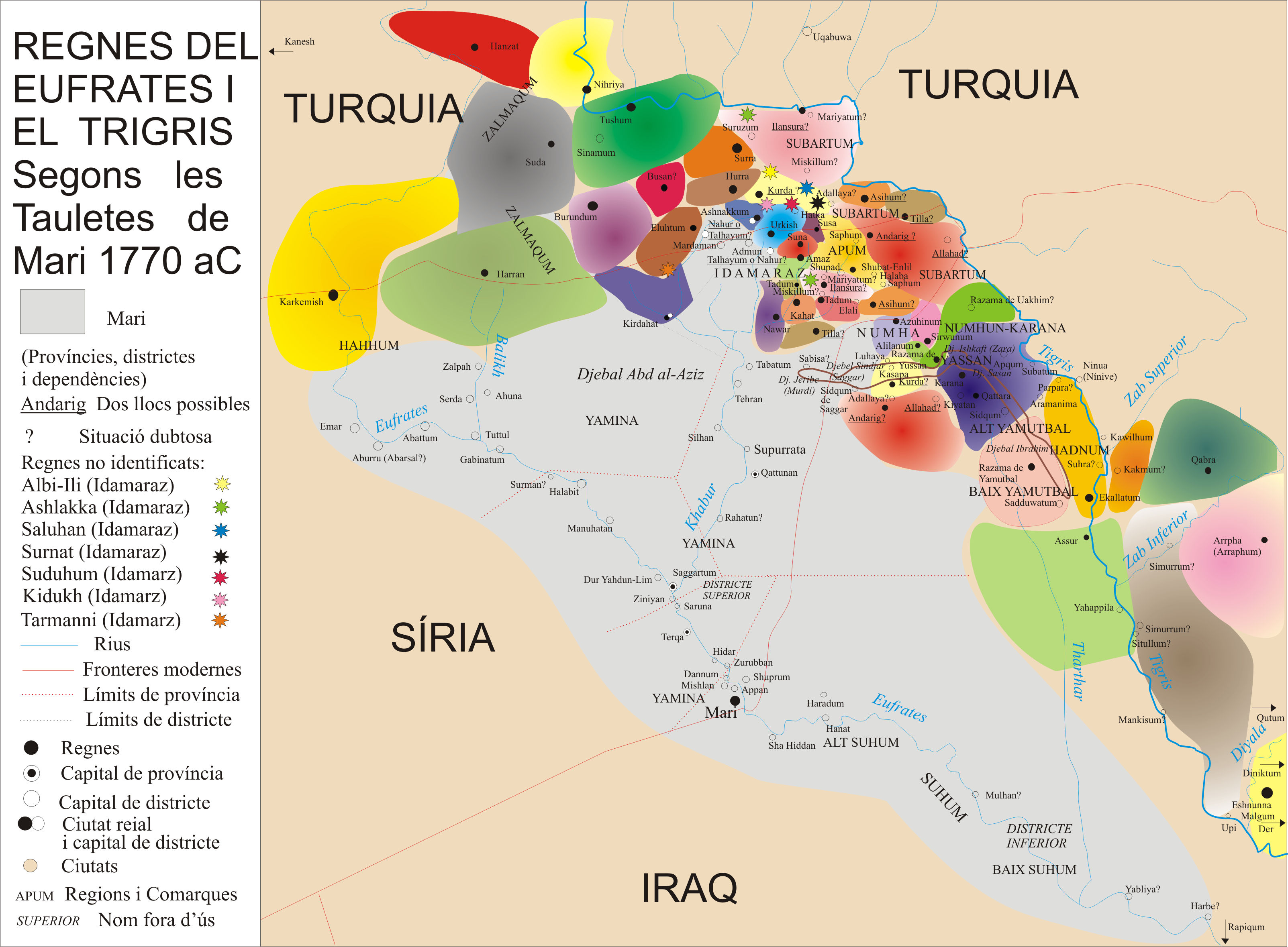
Mapa

Qattara, possiblement el lloc modern de Tell Rimah (àrab: تل الرماح, Tall ar-Rimāḥ), fou una ciutat estat de Mesopotàmia, a 50 km l'oest de Mossul. Estaria uns 20 km al sud de l'antiga Karana (Tell Afar) però la identificació de les dues ciutats està encara en discussió. Qattara fou una estació de la ruta comercial a Cadeix.
El regne existiria des del segle xix aC i després d'estar un quart de segle en mans de Xamxi-Adad d'Ekallatum, a la mort d'aquest vers 1775 aC es va independitzar. Era rei Hadnu-Rabi que va ocupar Karana i fou aliat fidel de Zimrilim de Mari. Des de llavors Karana i Qattara van formar un regne unit anomenat Karana i la terra de Numha. A la seva mort, el fill de l'antic rei de Karana, Ashkur-Addu, que governava a Suruzum, va recuperar el poder i va conquerir Qattara. Enemic primer de Zimrilim de Mari després s'hi va aliar i el va confirmar com a rei de Karana i Qattara però no li va donar Nahur com pretenia. Guarnicions mariotes de 100 homes es van establir en cadascuna de les dues ciutats. Vers el 1761 aC va ser ocupada per Babilònia i sembla que va quedar despoblada per sempre (si la identificació amb Tell Rimah és correcte)